# Saint-Martin-de-Bréthencourt
Saint-Martin-de-Bréthencourt é uma comuna francesa na região administrativa da Île-de-France, no departamento de Yvelines. A comuna possui 504 habitantes segundo o censo de 1990.